# The Amanda Show
The Amanda Show là 1 show hài trực tiếp của diễn viên trẻ Amanda Bynes làm chủ show năm cô 13 tuổi. Show được phát trên kênh Nickelodeon của Mỹ từ 6 tháng 11 năm 1999 đến 14 tháng 9 năm 2002. Diễn viên chính của show là Amanda Bynes, Drake Bell, và Nancy Sullivan, cùng với một vài diễn viên khác vào các tập khác nhau, như là John Kassir, Raquel Lee, và Josh Peck. Show này là phần tiếp theo của All That mà Amanda Bynes đã từng diễn vài năm trước.

## Các chương trình chính
- Quảng cáo
- Quan toà Trudy
- Blockblister
- When... Attack
- Phòng của con gái
- Điểm của Moody
- Cynthia Worthington
- Penelope Taynt
- Gia đình nhà Extreme
- Game show:
  - Bạn có muốn thắng 5 USD?
  - Stranded
- The Klutzes
- Courtney
- Tony Pajamas
- Crime Fighting Cheerleaders
- ... Dooper
- Ngài Oldman
- Ngài Gullible
- The Dare Show
- Melody & Thad
- Totally Kyle
- Amanda's Jacuzzi
- The Procrastinator
- Stop Motion Amanda

## Penelope Taynt
Penelope Taynt là 1 nhân vật trong show cũng được chính Amanda Bynes diễn. Penelope là fan hâm mộ cuồng nhiệt nhất thế giới của Amanda Bynes. Cô ta thường mặc 1 áo vét, áo kẻ và quần ghi cùng cặp kính gọng đen. Cô ta có 1 hình xăm mặt Amanda trên bụng. Cô cũng mở một website về show, , thực ra chính là một website chính thức cho show. Penelope cũng có 1 thói quen kỳ lạ là luôn cho thêm từ "please (làm ơn)" vào hầu hết tất cả các câu nói của cô. Trong show, cô luôn thường nghĩ ra các mánh khác nhau để được gặp Amanda, với sự trợ gíup của Drake, Josh, và em họ Preston, nhưng chưa bao giờ thành công, dù có một lần cô lỡ mất Amanda.

## Diễn viên
- Amanda Bynes (1999-2002)
- Drake Bell (1999-2002)
- Nancy Sullivan (1999-2002)
- Raquel Lee (1999-2000)
- John Kassir (1999-2000)
- Josh Peck (2000-2002)
- Radley Watkins (2000-2002)
- Molly Orr (2000-2002)
- Jeso Mc Sullivan (2000-2002)

## Các tập
| Các Phần | Số tập | Chiếu từ ngày       | Chiếu đến ngày      |
| -------- | ------ | ------------------- | ------------------- |
| Season 1 | 13     | 6 tháng 11 năm 1999 | 19 tháng 2 năm 2000 |
| Season 2 | 17     | 15 tháng 7 năm 2000 | 7 tháng 4 năm 2001  |
| Season 3 | 11     | 19 tháng 1 năm 2002 | 14 tháng 9 năm 2002 |

## Những Link liên quan
- AmandaPlease.com - Trang Web chính thức bởi Penelope Taynt Lưu trữ ngày 21 tháng 11 năm 2008 tại Wayback Machine
- The Amanda Show trên nick.com